# Naoki Kitajima
Naoki Kitajima (jap. 北島 直樹, Kitajima Naoki; * um 1955) ist ein japanischer Fusion- und Jazzmusiker (Piano, E-Piano, Keyboard, Synthesizer).

## Leben
Naoki Kitajima arbeitete ab den 1970er-Jahren in der japanischen Jazz- und Fusion-Szene; erste Aufnahmen entstanden 1978 mit Yoshiaki Miyanoue (What’s Happened). In den folgenden Jahren spielte er u. a. mit Hidehiko Matsumoto, Motohiko Hino (Zoomin’ (1982), mit Nobuyoshi Ino, Kazumasa Akiyama, Kenji Nishiyama), Hiroshi Fukumura, Yasuko Agawa, Miko Sato, Shungo Sawada, Osamu Kawakami und Martha Miyake. 1984 legte er mit seiner Band Flash das Album Jam Trip Dream Soldier Wingman (Columbia) vor. Ab den 1990er-Jahren wirkte er bei Aufnahmen von Takashi Ohi, Yoshihiko Hosono, Naoko Terai und Ritsuko Iwayama mit. Der Diskograf Tom Lord listet seine Beteiligung im Bereich des Jazz zwischen 1978 und 2015 bei 19 Aufnahmesessions.